# Гостинський повіт
Гостинський повіт (пол. powiat gostyński) — один з 31 земських повітів Великопольського воєводства Польщі.
Утворений 1 січня 1999 року в результаті адміністративної реформи.

## Загальні дані
Повіт знаходиться у південній частині воєводства.
Адміністративний центр — місто Гостинь.
Станом на 1.01.2008 населення становить 75 861 осіб, площа 810,25 км².

## Демографія
Демографічні дані повіту станом на 30.06.2005:
|       | Всього | Всього | Жінки  | Жінки | Чоловіки | Чоловіки |
| ----- | ------ | ------ | ------ | ----- | -------- | -------- |
|       | осіб   | %      | осіб   | %     | осіб     | %        |
| Повіт | 75 678 | 100    | 38 405 | 50,7  | 37 273   | 49,3     |
| Міста | 31 961 | 100    | 16 525 | 51,7  | 15 436   | 48,3     |
| Села  | 43 717 | 100    | 21 880 | 50    | 21 837   | 50       |